# Cecil Hepworth
Cecil Milton Hepworth (Lambeth, 19 de março de 1874 – Greenford, Middlesex, 9 de fevereiro de 1953) foi um produtor, roteirista e diretor de cinema britânico.
Foi um dos fundadores da indústria cinematográfica britânica. Escreveu o primeiro livro sobre o cinema britânico em 1897, e fundou a produtora Hepworth and Co., posteriormente chamada Hepworth Manufacturing Company, então Hepworth Picture Plays. A empresa produziu até três filmes por semana e, às vezes, o próprio Hepworth dirigia.
Faleceu em 1953 com a idade de 79 anos.

## Filmografia selecionada
- 1897: The Egg-Laying Man
- 1900: The Beggar's Deceit
- 1900: How It Feels to Be Run Over
- 1900: Explosion of a Motor Car
- 1903: Alice in Wonderland
- 1905: Rescued by Rover
- 1905: Baby's Toilet
- 1913: David Copperfield
- 1915: The Baby on the Barge
- 1916: Annie Laurie
- 1919: City of Beautiful Nonsense (produtor)
- 1919: Broken in the Wars
- 1919: The Forest on the Hill
- 1920: Helen of Four Gates
- 1921: The Narrow Valley
- 1921: Tansy
- 1921: Wild Heather
- 1923: Comin' Thro the Rye
- 1923: Mist in the Valley